# CAAT 박스

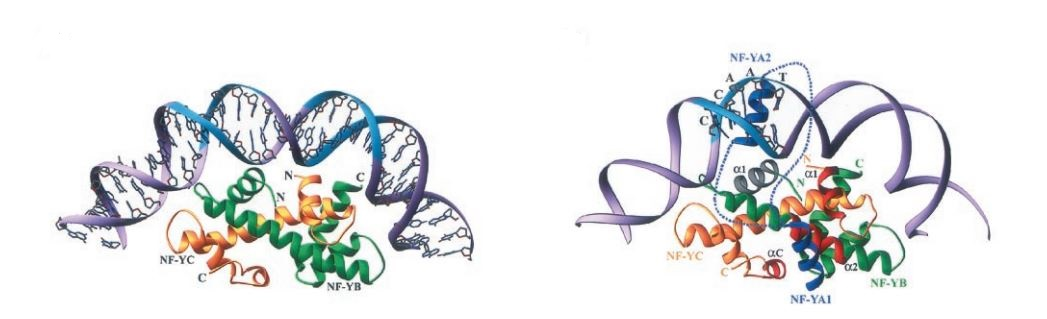
왼쪽 모델은 pro- 2(I) 콜라겐 프로모터의 CAAT 요소와 NF-YC/NF-YB의 복합체이다. 오른쪽 모델은 NF-Y/CAAT 복합체이다.

CAAT 박스(영어: CAAT box)는 분자생물학에서 초기 전사 부위의 60~100개 염기만큼 상류에서 발견되는 GGCCAATCT 공통 서열을 갖는 독특한 뉴클레오타이드 패턴이다. CCAAT 박스(영어: CCAAT box), CAT 박스(영어: CAT box)라고도 한다. CAAT 박스는 RNA 전사인자의 결합 부위를 신호하며 일반적으로 보존된 공통 서열을 동반한다. 이는 많은 진핵생물 프로모터의 전사 기원에서 약 마이너스 70 염기쌍이 있는 불변 DNA 서열이다.

## 같이 보기
- 프로모터